# Helina caneo
Helina caneo este o specie de muște din genul Helina, familia Muscidae, descrisă de Synder în anul 1941. Conform Catalogue of Life specia Helina caneo nu are subspecii cunoscute.